# Phyllosticta mahoniicola
Phyllosticta mahoniicola är en svampart som beskrevs av Pass. 1886. Phyllosticta mahoniicola ingår i släktet Phyllosticta och familjen Botryosphaeriaceae.   Inga underarter finns listade i Catalogue of Life.